# Джеймс Уат
Джеймс Уат  (на английски: James Watt) е шотландски инженер, механик и изобретател, чиито подобрения на парната машина полагат основата на съществените промени, които настъпват с Индустриалната революция както във Великобритания, така и в останалата част на света.
Създател е на универсалната парна машина с двойно действие. През 1774 г. той създава завършена и напълно работеща машина с двойно действие, но я патентова едва през 1784 г. Карл Маркс казва за него: „Великият гений на Уат се проявява в това, че в патента, който е получил, неговата парна машина е представена не като изобретение само за особени цели, но като универсален двигател за голямата промишленост“. Уат значително усъвършенства достиженията на много от своите предшественици (добавя кондензатор, пропускане на парата в цилиндъра последователно от двете страни на буталото), които се оказват важни и се появяват навреме, за да може парната машина да стане двигател на промишлената революция.
Уат няма специално образование. Работи като майстор инструменталчик към Глазгоуския университет. Пътят му към световната слава започва с изпълнението на съвсем обикновена задача – ремонт на модел на машината на Нюкомен. Той установява, че принципът на който е създаден моделът, изразходва огромно количество енергия за повтарящото се охлаждане и след това затопляне на цилиндъра. Любопитно е, че до ефективно решение той достига по време на извънградска разходка. Тъй като парата е еластично тяло, разсъждава Уат, ако между цилиндъра и изпускателното устройство има връзка, парата ще проникне там. Именно там тя може да се кондензира, без да трябва да се охлажда цилиндърът. Така се ражда идеята за най-важния елемент на парната машина – отделен от работния цилиндър кондензатор. Уат започва да работи над свой модел, който днес след повече от 200 години може да се види в музея в Лондон.
На 9 януари 1769 г. получава патент за „начини за намаляване разхода на пара вследствие на това – на гориво в огневите машини“. Благодарение на икономичността си парната машина на Джеймс Уат получава широко разпространение и изиграва огромна роля за прехода към машинно производство. Дълго време Джеймс Уат се опитва да комерсиализира своето изобретение, но среща значителни трудности. Едва през 1775 година след сътрудничество с Матю Болтън той достига успех и става заможен.
Той развива идеята за конска сила и на негово име е наречена единицата за мощност – ват.

## Кратка биография
Джеймс Уат е роден на 19 януари 1736 година в Грийнок, Шотландия. Неговият баща е корабостроител, а майка му е от добро и уважавано семейство и много добре образована. И двамата му родители са презвитерианци. Дядо му, Томас Уат, е учител по математика.Въпреки че е отгледан от религиозни родители Уат става деист. Поради крехкото си здраве, Уат не посещава училище редовно, а родителите му го обучават вкъщи. Майка му го учи да чете, а баща му да пише и математика. Джеймс проявява определен интерес към точните науки, но има проблеми с гръцкия и латинския.
На 18-годишна възраст заминава за Лондон, за да изучава измерителни уреди и да се обучава за шлосер и механик. По това време умира майка му, а здравето на баща му се влошава. Той усвоява седемгодишната програма за една година и се връща в Шотландия. Установява се в Глазгоу, но понеже не е преминал седем години на обучение, молбата му за работа не е приета. Скоро непредвидени обстоятелства обаче му помагат. В университета в Глазгоу получават астрономически уреди, които се нуждаят от вниманието на специалист. Уат ги поправя, възстановява ги и те по-късно се използват в обсерваторията. Вследствие на това трима различни професори му предлагат да отвори работилница в университета. Тя е отворена през 1757 г. и двама от професорите, физикът и химикът Джоузеф Блек и добре известният икономист Адам Смит стават приятели на Уат.
В началото той работи по поддръжката и поправката на научните инструменти използвани в университета, помага при демонстрациите и увеличава продукцията на квадранти (транспортири). През 1759 г. започва съдружие с Джон Крейг, архитект и бизнесмен, за производство и продажба на серия продукти включващи музикални инструменти и играчки. Това партньорство продължава през следващите шест години и наема шестнадесет работника. Крейг умира през 1765 г. Един от работниците, Алекс Гарднър, поема бизнеса.
През 1764 година Джеймс Уат се жени са братовчедка си Маргрет Милър. Двамата имат пет деца, като само две от тях доживяват до зряла възраст, по ирония на съдбата също кръстени Джеймс и Маргрет. Неговата съпруга умира при раждане през 1772 година. Той се жени отново през 1777 година за Ан МакГрегър, дъщеря на производител на боя от Глазгоу и има две деца от този брак – Грегъри (1777 – 1804), който става геолог и минералог, и Джанет (1779 – 1794). Ан умира през 1832 г. От 1777 г. до 1790 г. живее в Бирмингам.

### Първи експерименти с пара
През 1759 г. приятелят на Уат Джон Робисън насочва вниманието на Уат към използването на пара като източник на двигателна сила. По това време дизайнът на двигателя на Нюкомен, използван за изпомпването на вода от мини, остава почти непроменен от въвеждането му. Уат започва да експериментира с пара, въпреки че преди това не е виждал парен двигател. Той конструира модел, който не работи задоволително, но Уат продължава с опитите си и започва да чете всичко, което успява да намери по темата. Постепенно започва да разбира важността на латентната топлина при функционирането на двигателя, което независимо от него приятелят му Джоузеф Блек е открил преди години. Осмислянето на процесите, протичащи в двигателя е все още в съвсем примитивна фаза, защото науката термодинамика се появява едва 100 години по-късно.
През 1763 г. Уат е помолен да поправи разновидност на Нюкоменов двигател, собственост на университета. Дори и след поправката двигателя едва работи. След много опити, Уат стига до извода, че около три четвърти от топлинната енергия в двигателя се губи, консумирана от самия двигател при загряването му в началото на всеки работен ход. Тази енергия се губи, защото при обратния ход на буталото в цилиндъра, за да кондензира парата и да се намали налягането се инжектира студена вода. Така в двигателя голяма част от енергията се използва, за да загрява постоянно цилиндъра вместо за механична работа.
През май 1765 г. Уат се досеща да накара парата да кондензира в друга камера отделно от цилиндъра, което ще позволи температурата на цилиндъра да се поддържа близка до тази на подадената в него пара. Това означава, че при всеки работен ход от цилиндъра ще бъде абсорбирана много по-малко топлина и така по-голяма част от енергията на парата ще се използва за механична работа. Уат създава работещ модел по-късно през същата година.
Въпреки потенциално работещия дизайн съществуват големи проблеми по конструирането на двигателя в пълен мащаб. Това изисква повече пари, част от които идват от Блек. Повече финансова помощ идва от Джон Роубък, създателя на известната Карън Айрън Уъркс, близо до Фолкърк, с когото формира съдружие. Роубък живее в Кинейл Хаус в Бонес, през времето в което Уат работи по усъвършенстването на парния двигател във вила непосредствено до къщата.
Основната трудност е изработката на буталото и цилиндъра. Тогавашните металоработници не могат да произведат тези компоненти с достатъчна точност. Голяма сума е похарчена за новаторския патент на изобретението на Уат. Нуждаещ се от ресурси, той е принуден да започне работа като геодезист и като строителен инженер за период от осем години.
По-късно Роубък банкрутира и патентите му получава Матю Болтън. През 1775 г. успешно е получено удължаване на патента до 1800 г.
Чрез Болтън Уат получава достъп до някои от най-добрите металообработващи работилници в света. Трудността на производството на голям цилиндър с плътно прилепнало бутало е решен от Джон Уилкинсън, който създава метод за прецизно пробиване за създаването на топове. Уат и Болтън формират изключително успешното съдружие (Болтън и Уат), което продължава през следващите 25 години.

### Първи двигатели
Към 1776 година първите двигатели са монтирани и работят в реални производствени предприятия. Те се използват за задвижване на помпи и имат само възвратно-постъпателно движение, което предават на прътите на помпите на дъното на шахтите. Това устройство има успех и през следващите пет години Уат е непрекъснато ангажиран с монтиране на нови двигатели, най-вече за изпомпване на вода от мините в Корнуол.
Тези първи парни двигатели не се произвеждат от Болтън и Уат, а от други производители, въз основа на чертежите на Уат, който е инженер-консултант. Монтажът и пробите на двигателите първоначално се извършват под личния надзор на Уат, а след това от негови служители. Тези двигатели представляват много големи машини. Първият, например, има цилиндър с диаметър 50 инча (127 cm) и обща височина около 24 фута (7,32 m) и е разположен в специално построена за целта сграда. Болтън и Уат изискват годишна такса, равна на една трета от стойността на въглищата, спестени в сравнение с използването на двигателя на Нюкомен.
Областта на приложение на изобретението се разширява много, когато Болтън убеждава Уат да преобразува възвратно-постъпателното движение на буталото във въртеливо, което може да се използва за шлифоване, предене или мелене. По това време най-очевидното решение на тази задача е използването на курбел, но това устройство е патентовано от Джеймс Пикард, който в замяна на разрешението за ползване иска да получи право на ползване на външния кондензатор. Уат рязко се противопоставя на това искане и през 1781 година успява да заобиколи патента на Пикард, използвайки планетен механизъм.
През следващите шест години Джеймс Уат прави редица подобрения и модификации на парния двигател. Едно от тях е двигателят с двойно действие, при който парата действа първо от едната страна на буталото, а след това от другата. Той описва методи за използване на парата при налягания, значително надхвърлящи атмосферното. Описва и съставен двигател, при който два или повече двигателя са свързани и работят заедно, а през 1781 и 1782 година получава два нови патента.
Непрекъснато се правят и други подобрения, насочени към по-лесното производство и монтаж на машините. Сред тях е използването на парен индикатор, генериращ диаграма на налягането и температурата на парата в цилиндъра, чието устройство той пази като търговска тайна. Друго изобретение, с което самият Уат много се гордее, е паралелограмът на Уат, патентован през 1784 година, който е от ключова важност за двигателите с двойно действие. С голямо значение са и клапанът за контрол на мощността на двигателя и патентования през 1788 година центробежен регулатор. Взети заедно, всички тези подобрения създават двигател, който е с пет пъти по-висок КПД от двигателя на Нюкомен.
Заради опасността от експлозия на котлите, които са много примитивни, и продължаващите проблеми с течове, Уат ограничава използването на пара под високо налягане и всички негови двигатели използват пара с налягане, близко до атмосферното.

### Патентни дела
През 1781 година Едуард Бул започва да произвежда в Корнуол машини за Болтън и Уат. През 1792 година започва да прави и машина по негов собствен проект, която обаче използва отделен кондензатор и по този начин нарушава патента на Уат. По същото време двигатели започват да произвеждат и братята Хорнблоуър, а други производители модифицират двигателите на Нюкомен, добавяйки самостоятелен кондензатор, което създава впечатлението сред собствениците на мини, че патентът на Уат не може да бъде наложен. Те започват да задържат плащанията си към Болтън и Уат, които през 1795 година получават едва 2500 паунда от дължимите 21 000 (около 3,8 милиона лева от 2013 г.). Това подтиква Уат да заведе съдебни дела, за да наложи претенциите си.
Първото дело, което Уат завежда, е срещу Едуард Бул през 1793 година. Съдебният състав се произнася в полза на Уат, но въпросът дали оригиналната спецификация на патента е валидна е оставен за друго дело. Междувременно са издадени съдебни заповеди срещу нарушителите, като дължимите суми са поставени под запор. Делото за валидността на спецификацията на патента е гледано през следващата година и не завършва с решение, но запорите остават в сила и нарушителите, с изключение на Джонатан Хорнблоуър, започват да сключват споразумения с Уат. През 1799 година съдебен състав осъжда Хорнблоуър, решавайки делото в полза на Уат. По-сложно е делото срещу Джон Уилкинсън, приятел и сътрудник на Болтън и Уат, който инсталира двадесетина машини без тяхното знание. В крайна сметка те сключват извънсъдебно споразумение с него през 1796 година.
Болтън и Уат така и не успяват да съберат всичките си вземания, като повечето спорове са уредени с двустранни споразумения или чрез арбитраж. Множеството дела отнемат изключително много време и средства, но в крайна сметка се оказват успешни за тяхното предприятие.

### Копирна машина
Преди 1780 година не съществува добър метод за копиране на текст или графика. Единственият начин, използван понякога, е механизъм с няколко свързани писеца. Джеймс Уат първоначално експериментира с начини за подобряване на този метод, но скоро се отказва от него, тъй като е твърде неудобен. Той решава вместо това да се опита да пренесе физически мастило от оригинала към друг лист хартия, който е достатъчно тънък, за да премине мастилото от другата му страна, като по този начин възпроизведе точно изходното съдържание.
Уат започва да разработва процеса през 1779 година и право много опити, за да определи подходящите мастило и хартия, да създаде метод за овлажняване на тънката хартия и да изработи преса, чрез която да прехвърли съдържанието. Всичко това изисква много експерименти, но през следващата година той има достатъчен напредък, за да патентова процеса.
Уат създава отделно дружество, „Джеймс Уат и Ко.“, заедно с Болтън, който финансира проекта, и Джеймс Кийр, който трябва да управлява дружеството. Усъвършенстването на изобретението изисква още много работа, преди то да може да се предложи на пазара, и тези разработки отнемат още няколко години. През 1794 година Болтън и Уат предават дяловете си на своите синове, но по-късно предприятието има финансов успех, а процесът се използва до началото на 20 век.

### Химически експерименти
От ранна възраст Джеймс Уат проявява интерес към химията. В края на 1786 година, докато се намира в Париж, той присъства на експеримент на Клод Луи Бертоле, който смесва солна киселина и манганов диоксид, за да получи хлор. Той вече е установил, че воден разтвор на хлора може да избелва тъканите, и е публикувал откритието си, което предизвиква голям интерес.
След връщането си във Великобритания Уат започва експерименти с хлора, надявайки се да създаде промишлено приложим процес. Той установява, че от смес на сол, манганов диоксид и сярна киселина може да се получи хлор, и според него този метод може да се окаже по-евтин. Той поставя хлора в слаб алкален разтвор и получава мътен разтвор, който изглежда има добри избелващи свойства. Не след дълго той съобщава тези резултати на своя тъст Джеймс Макгригър, който се занимава с избелване в Глазгоу, но се опитва да запази откритието си в тайна.
Заедно с Макгригър и съпругата му Ани, Уат започва да разширява използването на процеса и през март 1788 година Макгригър успява да избели със задоволително качество 1500 ярда плат. По същото време Бертоле също открива технологията със сол и сярна киселина и публикува своите резултати. Това дава тласък на много нови експерименти за подобряване на технологията, която все още има недостатъци, сред които и проблема с транспортирането на течността. Конкурентите на Уат скоро го изпреварват и той се отказва от разработването на процеса. Едва през 1799 година Чарлз Тенант патентова технология за производство на прахообразна белина (калциев хипохлорит), която се превръща в търговски успех.
През 1794 година лекарят Томас Бедоуз възлага на Уат конструирането на устройство за производство, пречистване и съхранение на газове, които да се използват в новосъздадения Пневматичен институт в Бристъл. Уат продължава експериментите с различни газове в продължение на няколко години, но към 1797 година медицинското използване на „изкуствен въздух“ е отхвърлено.

### Характер
Уат комбинира теоретичните си научни знания с умението да ги прилага на практика. Хъмфри Дейви казва относно него, че „Тези които смятат Джеймс Уат за просто добър практически механик си създават грешно впечатление за неговия характер, той е също толкова забележителен като естествен философ и химик, а неговите изобретения показват дълбоките му познания по тези науки, както и това чудно свойство на гения, обединението им за практическо приложение“.
Уат е дълбоко уважаван от други видни хора от индустриалната революция. Той е важен член на лунното общество и е често търсен събеседник и другар, винаги търсещ да разшири хоризонта си. Личните му отношения с приятелите и партньорите му са приятни и дълготрайни.
Уат е плодовит кореспондент. През престоя му в Корнуол пише дълги писма до Болтън няколко пъти на седмица. Той е против това да публикува резултатите си и вместо това предпочита да представя своите идеи в патенти.
Уат е лош бизнесмен и мрази договарянията и преговорите с тези които искат да използват парната машина. В писмо до Уилям Смол през 1772 г. Уат признава, че „предпочита да застане лице в лице със заредено оръдие, отколкото да урежда сметки и да прави изгодни сделки“. До пенсионирането си винаги е загрижен за финансовите си дела и често се тревожи. Здравето му е лошо. Често страда от нервни главоболия и депресия.

### Последни години
Уат се пенсионира през 1800 г. През същата година изтича основният му патент и партньорство с Болтън. Известното партньорство е прехвърлено на синовете им, Матю Робинсън Болтън и Джеймс Уат младши. Дългогодишния инженер на фирмата Уилям Мърдок става партньор и компанията просперира.
Уат продължава да изобретява други неща преди и по време на пенсията си. В дома си Уат използва таванската стая за работилница и там работи по много своите изобретения. Наред с останалите неща, той изобретява и конструира няколко машини за копиране на скулптури и медальони, които работят добре, но така и не са патентовани. Една от първите структури, които създава с машината си е малко копие на главата на стария му приятел професор Адам Смит. Запазва интереса си към строителното инженерство и е консултант по редица значими проекти. Предлага метод за изглаждане на гъвкава тръба, която да служи за пренасяне на вода под река Клайд в Глазгоу.
Заедно с втората си жена пътува до Франция и Германия и си купува имение в Уелс. През 1816 г. предприема пътуване на борда на Кометата, продукт на неговите изобретения, за да види родния си град. Умира на 25 август 1819 г. в дома си на 83-годишна възраст. Погребан е на 2 септември.

## Патенти
Джеймс Уат има общо шест патента:
- Патент 913 Метод за намаляване на консумацията на пара в парните машини – отделен кондензатор. Патентът е от 1769 година.
- Патент 1244 Нов метод за копиране на букви, от 1780 година.
- Патент 1306 Нови методи за получаване на непрекъснато ротационно движение (слънце и планета), от 1782 година.
- Патент 1321 Нови подобрения в парните двигатели – разширено двойно действие. Патентът е от 1782 година.
- Патент 1432 Нови подобрения в парните двигатели – тритактово движение и парен превоз, от 1782 година.
- Патент 1485 Нови подобрени методи за строеж на пещи, от 1785 година.

## Значение
Най-накрая, в 1776 година, първите парни двигатели са инсталирани и започват да работят в търговски предприятия. Тяхната основна употреба е във водни помпи. Поръчките не закъсняват и следващите пет години Уат е зает с инсталацията на нови парни двигатели. Това са големи машини – 50 инча в диаметър и високи 24 фута и изискват специални помещения. Постепенно употребата и предназначението им се разширява. Джеймс Уат извършва още подобрения през следващите шест години, които правят двигателя с пет пъти по-добра ефективност от този на Нюкомен. Понеже съществува потенциална опасност парните котли да избухнат (те са все още на примитивен стадий), а и проблеми с течове, Джеймс Уат се ограничава в употребата на налягане над атмосферното. Няма да е преувеличено да се каже, че модернизацията на съвременния свят започва именно с тези изобретения. Те подобряват ефективността, водят до революция в транспорта и много скоро намира приложение в локомотиви и параходи. Те също така подобряват производителността в предприятията.

## Паметници
Уат е погребан в земите на църквата Света Богородица, Хенсуърт в Бирмингам. По-късно църквата е разширена над гроба му, което означава че сега е погребан в самата църква.
Таванската стаичка, която използва за работилница след пенсионирането си, остава заключена и непокътната до 1853 г., когато за първи път е разгледана от биографа му, Дж. П. Мърхед. След това тя е посещаване от време на време, но е оставена непокътната като един вид храм. Предложението да бъде прехвърлена на офиса на патентите те постига нищо. Когато къщата трябва да бъде съборена през 1924 г., стаята и всичките неща в нея са предоставени на Научния музей, където е изцяло пресъздадена. Остава на изложение за посетителите дълги години, но е оградена, след като галерията в която се помещава е затворена. Работилницата остава непокътната и през март 2011 г. отново е показана пред публиката като част от новата постоянна експозиция на Научния музей, „Джеймс Уат и нашия свят“.
Приблизителното местоположение на раждането на Джеймс Уат в Грийнок е отбелязано със статуя. Няколко места и улици в Грийнок са кръстени на него, като библиотеката „Джеймс Уат“, която е създадена през 1816 г. след дарение на научни книги от страна на Джейм Уат и е разширена сина му. Поета от местната власт през 1974 г. библиотеката сега помещава местна историческа колекция и архивите на Инвърклайд. Уат също е почетен със статуи на площад Джордж в Глазгоу, Принцес стрийт в Единбург, където е почетен още от лунните камъни и училище кръстено на него.